# The Fighting Seabees
 The Fighting Seabees és una pel·lícula de guerra dirigida el 1944 per Edward Ludwig. Descriu la creació de la unitat dels Seabees de la Marina dels Estats Units en la Segona Guerra Mundial.

## Argument
Wedge Donovan ha estat encarregat de construir diversos aeròdroms en una illa del Pacífic des que els Estats Units han entrat en guerra amb el Japó. Però una ofensiva enemiga aniquila el seu equip, ja que el comandant Bob Yarrow li ha negat de les armes. A l'illa, desembarca Doris Chesby, una periodista. Promesa de Yarrow, Doris cedeix a l'encant de Wedge. En un atac dels japonesos, Wedge fa cara a l'enemic, però experimenta fortes pèrdues en una emboscada. Entre els ferits es troba Doris, que reconeix el seu amor a Wedge davant Bob...

## Repartiment
- John Wayne: Tinent Cmdr. Wedge Donovan
- Susan Hayward: Constance Chesley
- Dennis O'Keefe: Tinent Cmdr. Robert Yarrow
- William Frawley: Eddie Powers
- Leonid Kinskey: Johnny Novasky
- J.M. Kerrigan: Sawyer Collins

## Nominacions
- 1945 Oscar a la millor banda sonora per Walter Scharf i Roy Webb